# Донован, Шон (хоккеист)
Шон Донован (англ. Shean Donovan; 22 января 1975, Тимминс, Онтарио) — профессиональный канадский хоккеист. Амплуа — крайний нападающий.
На драфте НХЛ 1993 года был выбран во 2 раунде под общим 28 номером командой «Сан-Хосе Шаркс». 21 ноября 1997 года был обменян в «Колорадо Эвеланш». 8 декабря 1999 года был обменян в «Атланту Трэшерз». 15 марта 2002 года приобретён с драфта отказов командой «Питтсбург Пингвинз». 11 марта 2003 года был обменян в «Калгари Флэймз». 2 июля 2006 как неограниченно свободный агент подписал контракт с «Бостон Брюинз».

## Статистика
```
                                            
                                            --- Regular Season ---  ---- Playoffs ----
Season   Team                        Lge    GP    G    A  Pts  PIM  GP   G   A Pts PIM
--------------------------------------------------------------------------------------
1990-91  Kanata Valley Lasers        CJHL   44    8    5   13    8
1991-92  Ottawa 67's                 OHL    58   11    8   19   14  11   1   0   1   5
1992-93  Ottawa 67's                 OHL    66   29   23   52   33  --  --  --  --  --
1993-94  Ottawa 67's                 OHL    62   35   49   84   63  17  10  11  21  14
1994-95  Ottawa 67's                 OHL    29   22   19   41   41  --  --  --  --  --
1994-95  Kansas-City Blades          IHL     5    0    2    2    7  14   5   3   8  23
1994-95  Сан-Хосе Шаркс              NHL    14    0    0    0    6   7   0   1   1   6
1995-96  Kansas-City Blades          IHL     4    0    0    0    8   5   0   0   0   8
1995-96  Сан-Хосе Шаркс              NHL    74   13    8   21   39  --  --  --  --  --
1996-97  Kentucky Thoroughblades     AHL     3    1    3    4   18  --  --  --  --  --
1996-97  Сан-Хосе Шаркс              NHL    73    9    6   15   42  --  --  --  --  --
1997-98  Сан-Хосе Шаркс              NHL    20    3    3    6   22  --  --  --  --  --
1997-98  Колорадо Эвеланш            NHL    47    5    7   12   48  --  --  --  --  --
1998-99  Колорадо Эвеланш            NHL    68    7   12   19   37   5   0   0   0   2
1999-00  Колорадо Эвеланш            NHL    18    1    0    1    8  --  --  --  --  --
1999-00  Атланта Трэшерз             NHL    33    4    7   11   18  --  --  --  --  --
2000-01  Атланта Трэшерз             NHL    63   12   11   23   47  --  --  --  --  --
2001-02  Атланта Трэшерз             NHL    48    6    6   12   40  --  --  --  --  --
2001-02  Питтсбург Пингвинз          NHL    13    2    1    3    4  --  --  --  --  --
2002-03  Питтсбург Пингвинз          NHL    52    4    5    9   30  --  --  --  --  --
2002-03  Калгари Флэймз              NHL    13    1    2    3    7  --  --  --  --  --
2003-04  Калгари Флэймз              NHL    82   18   24   42   72  24   5   5  10  23
2004-05  Servette Geneve             Swiss  12    5    3    8   30  --  --  --  --  --
2005-06  Калгари Флэймз              NHL    80    9   11   20   82   7   0   0   0   6
2006-07  Boston Bruins               NHL    76    6   11   17   56
2007-08  Ottawa Senators             NHL    82    5    7   12   73   4   1   0   1   2
2008-09  Ottawa Senators             NHL    65    5    5   10   34
2009-10  Ottawa Senators             NHL    30    2    3    5   40   2   0   0   0   0
--------------------------------------------------------------------------------------
         NHL Totals                        951  112  129  241  705  46   6   6  12  39

```